# 樋合島
樋合島（ひあいじま）は熊本県上天草市にある島である。

## 概要
永浦島とは舗装された道路でつながっており、樋合海水浴場（パールサンビーチ）が有名である。

## 簡易郵便局

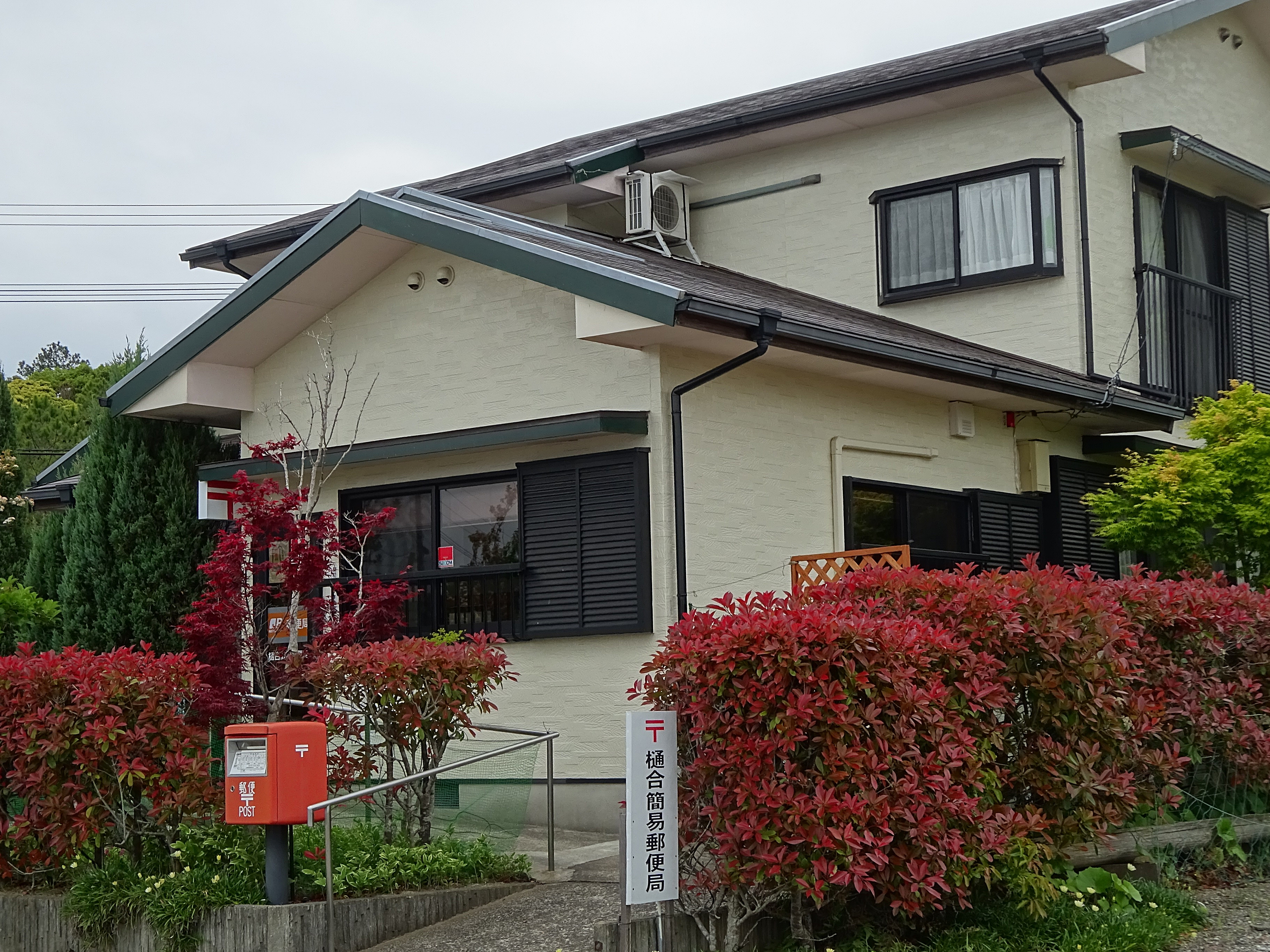
樋合簡易郵便局

〒861-6102 熊本県上天草市松島町合津7000-6

## 交通
バス停 樋合入口→永浦島→樋合島（車で５分）